# Porte de Saint-Ouen (métro de Paris)
Porte de Saint-Ouen est une station de la ligne 13 du métro de Paris, située à la limite des 17e et 18e arrondissements de Paris.

## Situation
La station est implantée à la limite administrative entre le quartier des Épinettes à l'ouest et le quartier des Grandes-Carrières à l'est, non loin de la commune de Saint-Ouen-sur-Seine. Elle se trouve sous l'extrémité nord de l'avenue de Saint-Ouen, entre la porte éponyme et la tranchée de la ligne de Petite-Ceinture. Approximativement orientée selon un axe nord-sud et localisée sur la branche vers Saint-Denis - Université, elle s'intercale entre les stations Garibaldi et Guy Môquet.

## Histoire
La station est ouverte le 26 février 1911 avec la mise en service du premier tronçon de la ligne B de la Société du chemin de fer électrique souterrain Nord-Sud de Paris (dite Nord-Sud). Elle constitue alors le terminus nord (depuis Saint-Lazare) de ce qui deviendra la branche nord-est de ladite ligne le 20 janvier 1912 avec l'inauguration de l'autre antenne vers Porte de Clichy, date à compter de laquelle sa desserte est assurée par un train sur deux contre l'ensemble des circulations initialement.
Elle doit sa dénomination à sa proximité avec la porte de Saint-Ouen, une importante porte du nord de Paris donnant accès à la commune de Saint-Ouen-sur-Seine qui lui a donné son nom.
Le 27 mars 1931, la ligne B devient l'actuelle ligne 13 du métro à la suite de l'absorption de la société du Nord-Sud le 1er janvier 1930 par sa concurrente, la Compagnie du chemin de fer métropolitain de Paris (dite CMP), qui gère la concession de l'essentiel des autres lignes du réseau.
La station offre une correspondance par la voie publique avec la gare de l'avenue de Saint-Ouen sur la ligne de Petite Ceinture, jusqu'à la fermeture de celle-ci au trafic de voyageurs le 23 juillet 1934.
La station conservera son rôle de terminus jusqu'au 30 juin 1952, date à laquelle la branche nord-est de la ligne est prolongée au jusqu'à Carrefour Pleyel. Cette extension provoquant un important déséquilibre de trafic en faveur de cette antenne dès l'hiver suivant, atteignant jusqu'à 70 % aux heures de pointe, la station est dorénavant desservie par deux rames sur trois.
Au début des années 1960, les quais sont modernisés par la mise en place d'un carrossage métallique sur les piédroits, doté de montant horizontaux de couleur vert d'eau ainsi que de cadres publicitaires dorés, éclairés par le haut. Cet aménagement, alors largement utilisé sur le réseau en tant que moyen de rénover les stations rapidement et à moindre coût, voit ses lambris repeints en rouge et ses bancs d'origine remplacés par des sièges de style « Motte » rouges également, dans les années 1990.
La desserte de la station est de nouveau assurée par un train sur deux depuis la mise en service du prolongement de la branche de Porte de Clichy jusqu'à Gabriel Péri - Asnières - Gennevilliers (aujourd'hui Gabriel Péri) le 3 mai 1980, dont les flux de voyageurs supplémentaires permettent de rééquilibrer la charge entre les deux antennes de la ligne.
Dans le cadre du programme « Renouveau du métro » de la RATP, les couloirs de la station sont rénovés le 3 juin 2005, puis c'est au tour des quais de faire l'objet du même traitement entre 2008 et 2009, ce qui entraîne le retrait définitif de leur carrossage publicitaire au profit d'une restitution à l'identique de la décoration « Nord-Sud » d'origine en céramique.
En octobre 2017, des installations de service provisoire sont mises en place au nord de la station afin de limiter les conséquences des interceptions du trafic sur la branche de Saint-Denis - Université.

### Fréquentation
Selon les estimations de la RATP, la station a vu entrer 3 761 155 voyageurs en 2019, ce qui la place à la 132e position des stations de métro pour sa fréquentation. En 2020, avec la crise du Covid-19, son trafic annuel tombe à 2 060 676 voyageurs, ce qui la classe alors au 119e rang, avant de remonter progressivement en 2021 avec 2 710 638 entrants comptabilisés, la reléguant cependant à la 125e position des stations du réseau pour sa fréquentation cette année-là.

## Services aux voyageurs

### Accès
La stations dispose de trois accès répartis en cinq bouches de métro, disposées de part et d'autre de l'avenue de Saint-Ouen :
- l'accès no 1 « Boulevard Bessières » comprenant deux escaliers fixes débouchant au droit du no 153 de l'avenue, dont le plus à l'angle avec le boulevard Bessières est signalé par un mât avec un « M » jaune inscrit dans un cercle ;
- l'accès no 2 « Avenue de Saint-Ouen - Hôpital Bichat » comprenant également deux escaliers fixes établis dos-à-dos, se situant face aux nos 154 et 156 de l'avenue, le plus rapproché du boulevard Ney étant doté d'un mât « M » jaune.
- l'accès no 3 « Rue Leibniz », constitué d'un escalier mécanique montant permettant uniquement la sortie depuis le quai en direction de Saint-Denis - Université, se situant au droit du no 136 de l'avenue.

À l'exception de la sortie no 3, l'ensemble des trémies d'escaliers sont agrémentées de balustrades en fer forgé dans le style Dervaux des années 1930, qui ont remplacé les entourages d'origine en céramique et en fer forgé dans le style caractéristique de l'ancienne société du Nord-Sud.

Accès à la station
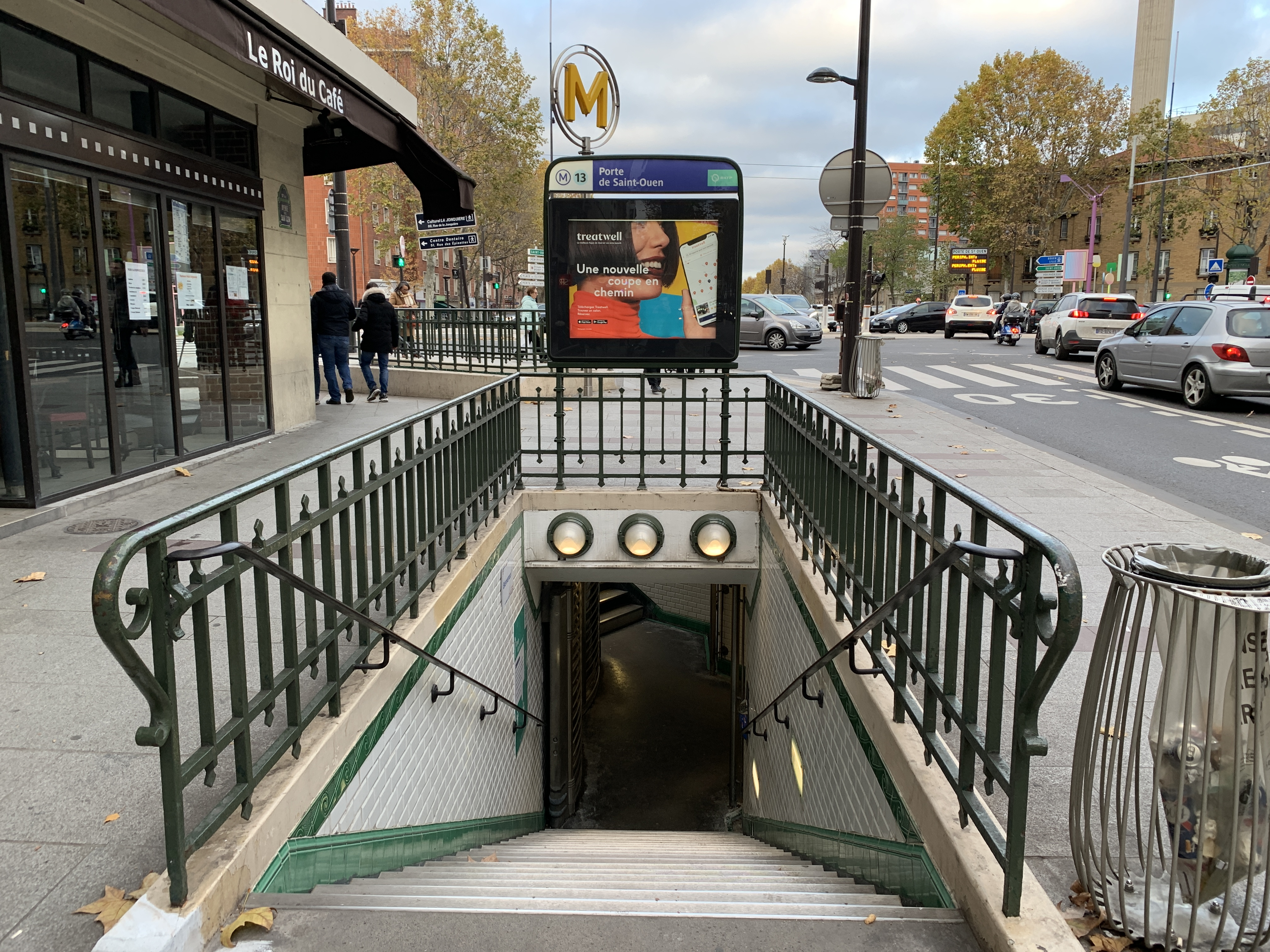
L'accès no 1, « Boulevard Bessières ».
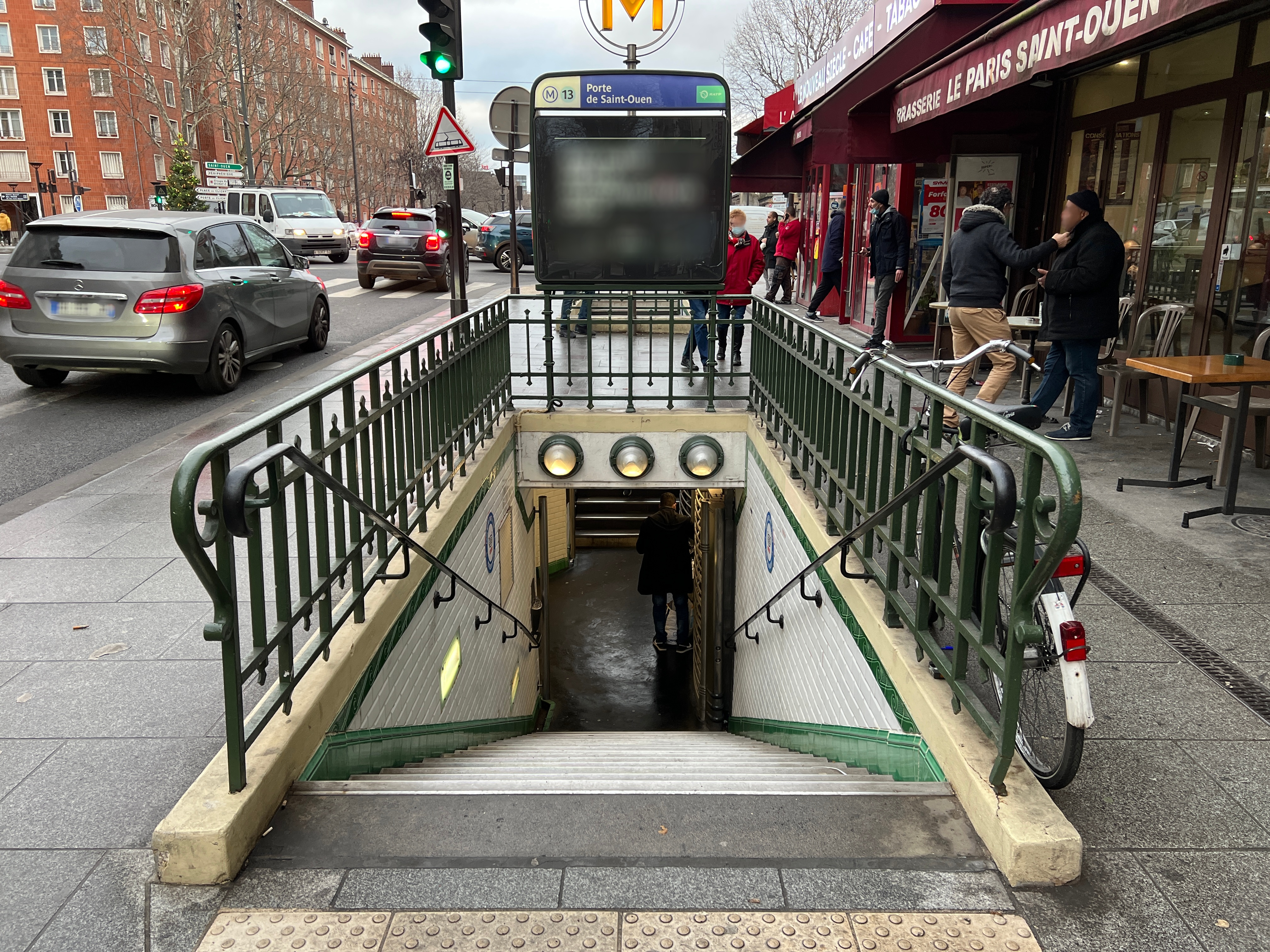
L'accès no 2, « Avenue de Saint-Ouen ».
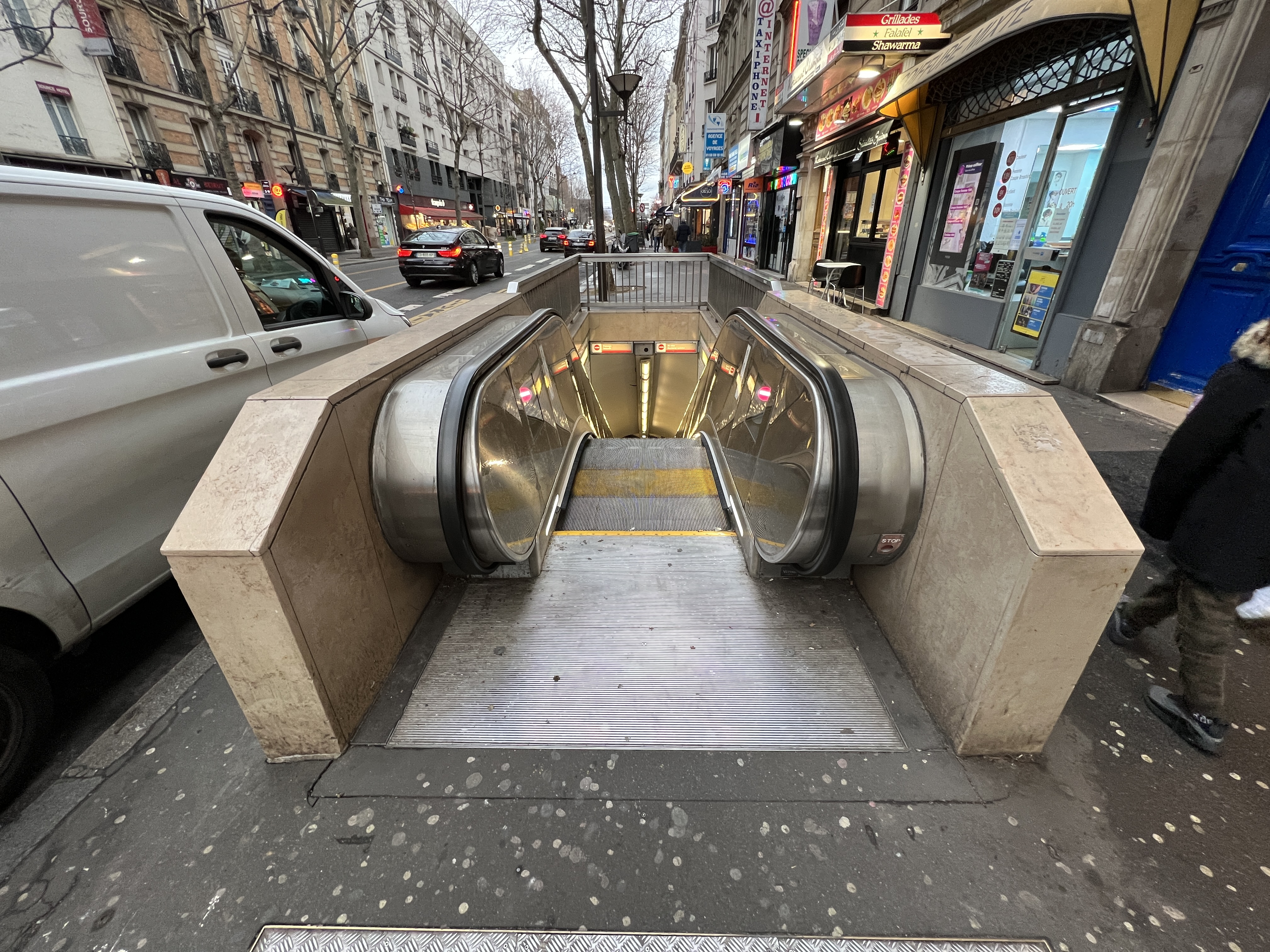
La sortie no 3, « Rue Leibniz ».

### Quais
Porte de Saint-Ouen est une station de configuration standard pour le métro de Paris : elle possède deux quais, d'une longueur conventionnelle de 75 mètres, séparés par les voies du métro situées au centre et la voûte est semi-elliptique, forme spécifique aux anciennes stations du réseau Nord-Sud dont la partie inférieure des piédroits était verticale et non courbée.
La décoration en céramique reprend le style caractéristique du « Nord-Sud » des origines, de couleur verte comme il en est d'usage dans les anciens terminus ainsi que dans les stations en correspondance, selon les codes graphiques de l'ancienne compagnie. Cette teinte s'applique aux cadres publicitaires et aux entourages du nom de la station avec motifs végétaux et lettres « NS » entrelacées, ainsi qu'aux dessins géométriques marron sur les piédroits et la voûte. Le nom est inscrit en céramique blanche sur fond bleu, de petite taille au-dessus des cadres publicitaires et de très grande taille entre ces cadres (où il est abrégé en « Pte St Ouen »), tandis que l'ancienne direction sud de la ligne (Saint-Lazare) est incorporée dans la faïence sur le tympan sud. Ces ornements sont mariés avec les traditionnels carreaux en céramique blancs biseautés du métro de Paris, lesquels recouvrent les piédroits, la voûte ainsi que les tympans. L'éclairage est assuré par deux bandeaux-tubes suspendus et les sièges, disposés au droit des faïences nominatives de grand format, sont de style « Akiko » de couleur cyan.

Quais de la station
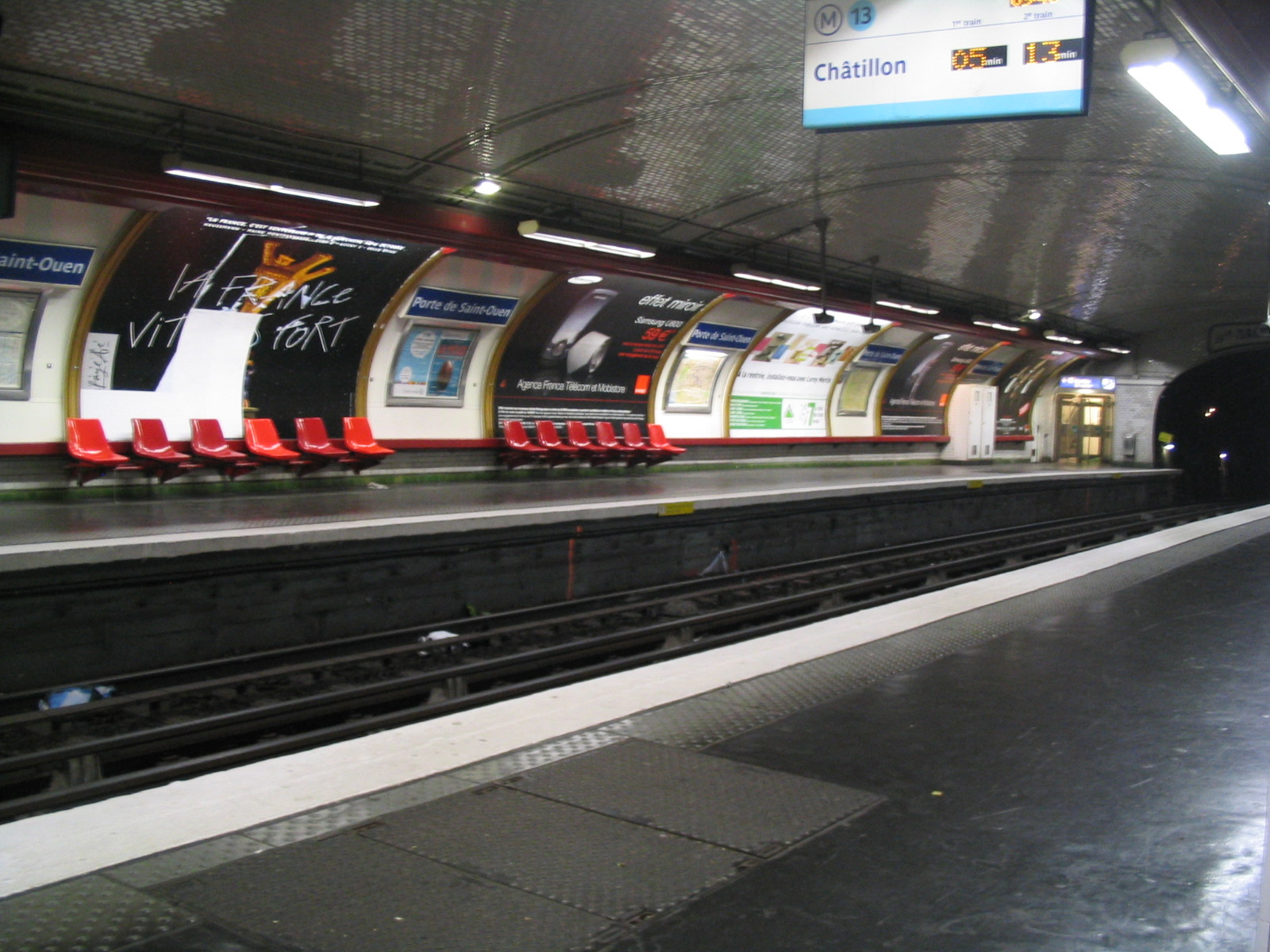
Les quais de la station en 2007 avant le décarrossage.
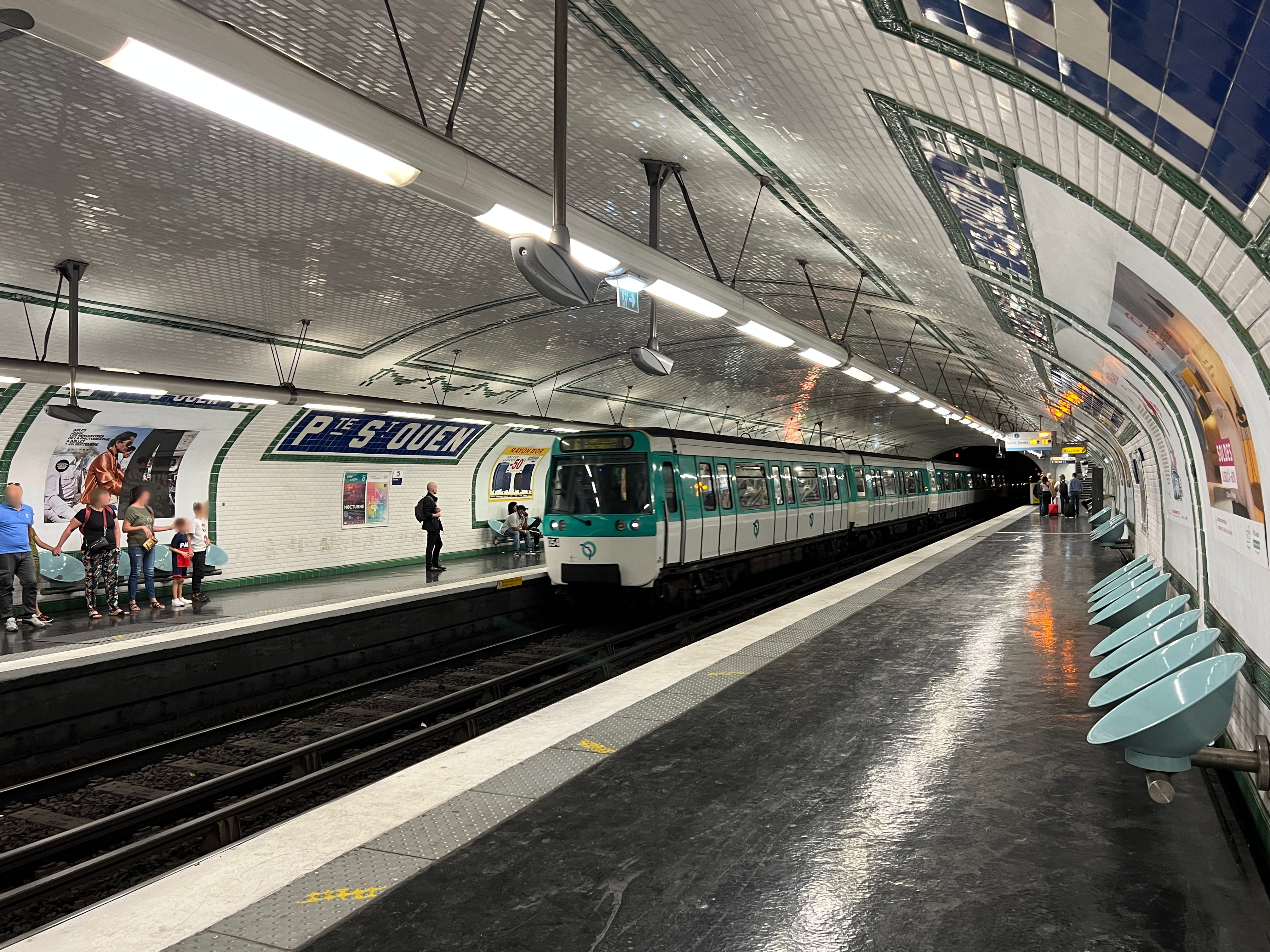
Rame MF 77 rénovée entrant en station en direction de Châtillon - Montrouge.
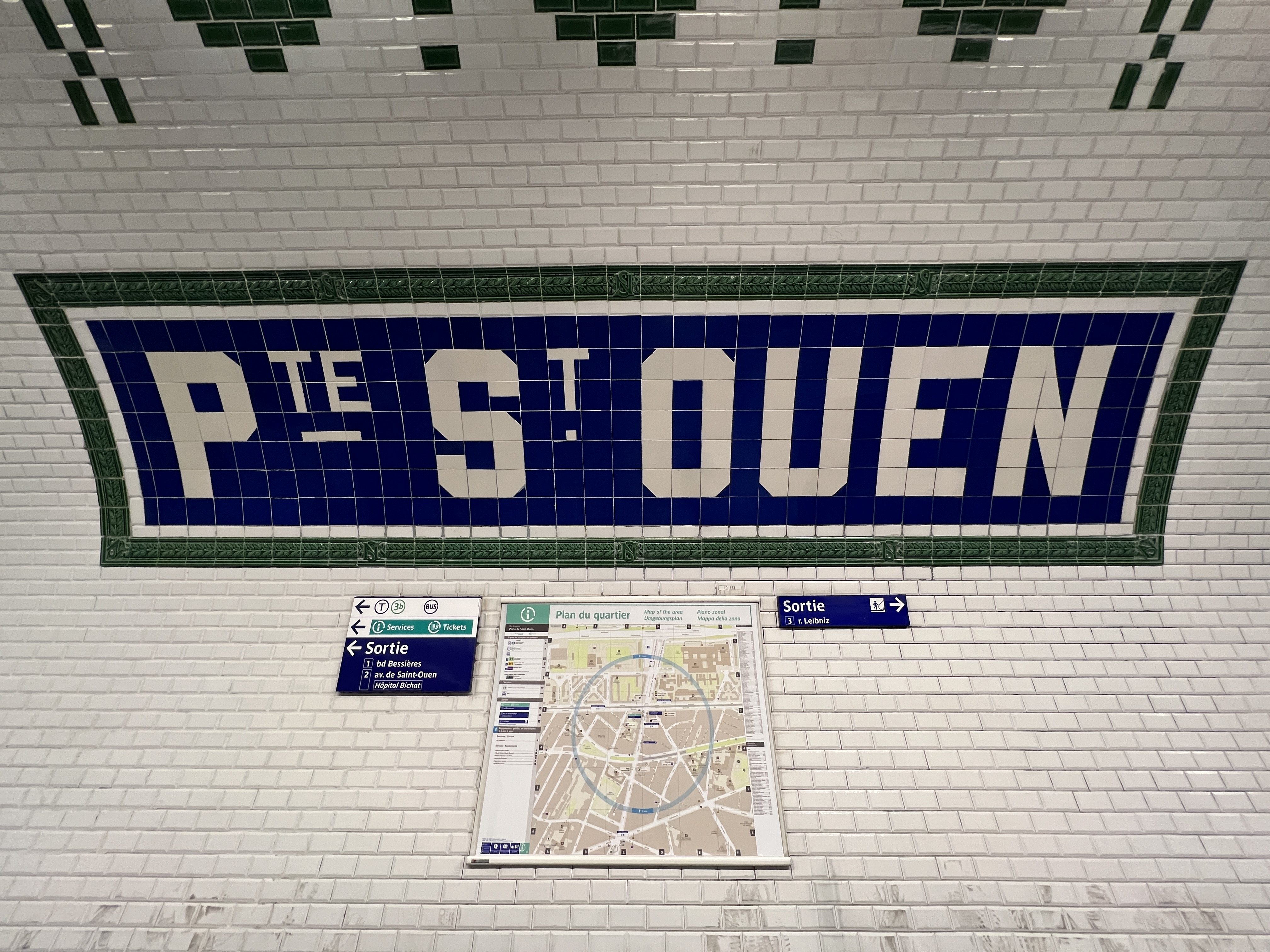
Faïence murale incorporant le nom de la station.

### Intermodalité
La station est desservie par les lignes 21, 237, 341 et Traverse Batignolles-Bichat du réseau de bus RATP.
Elle est également en correspondance, depuis le 24 novembre 2018, avec la ligne 3b du tramway.

## À proximité
- Porte de Saint-Ouen
- Hôpital Bichat-Claude-Bernard
- Ancienne gare de l'avenue de Saint-Ouen et son espace culturel « Le Hasard Ludique »
- Square Jean-Leclaire
- Square de la Rue-Henri-Huchard
- L'Étoile du Nord
- Square Maria-Vérone
- Église Sainte-Geneviève des Grandes-Carrières
- Jardin Hans-et-Sophie-Scholl